# Cleóbulo (governador)
[Cláudio] Cleóbulo (em latim: Claudius Cleobulus) foi um oficial romano do século III, ativo durante o reinado do imperador Probo (r. 276–282). Um possível descendente do cônsul sufecto Tito Cláudio Cleóbulo e seu filho Cláudio Acílio Cleóbulo, atuou como juiz sob Probo e envolveu-se numa disputa em Carchar, na Mesopotâmia, envolvendo Manes e Arquelau. Possivelmente foi governador da Síria por esta época.